# Stater (geologia)
Stater (gr. statheros – stabilny, trwały, mocny, silny) – najmłodszy okres paleoproterozoiku; trwał od 1,8 do 1,6 mld lat temu. W tym czasie trwał proces formowania się skorupy ziemskiej (kratonów) i powstał (hipotetyczny) superkontynent Kolumbia. Stater jest młodszy od orosiru, a starszy od kalimu.